# 嗅覚

『貴婦人と一角獣(嗅覚)』

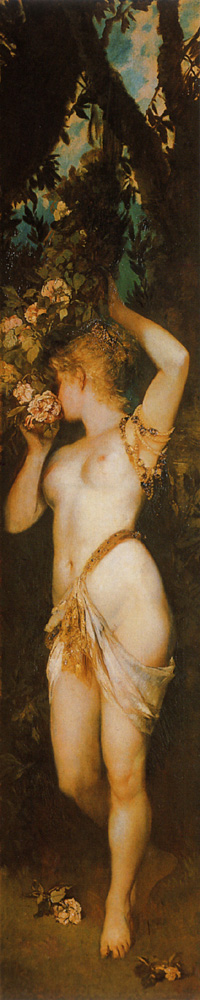
マカルト『五感』より『嗅覚』

嗅覚（きゅうかく）とは、においの感覚のこと。

## 概説
いわゆる「におい」や「香り」の感覚である。化学物質を受容器で受け取ることで生じる感覚のこと。
陸上動物においては空気中に存在する揮発性の低分子（揮発性有機化合物）が嗅覚器の感覚細胞を化学的に刺激することで生じる感覚である。
水生動物においては水中の化学物質を感知している。魚類の嗅覚器は眼の前方に対となって存在し、他の脊椎動物と異なり、3種類の嗅細胞（繊毛型、微絨毛型嗅細胞、cryptcell）が混在し嗅球の異なった場所へ軸索を投射している。
ヒトにおいては鼻腔の奥にある嗅細胞により電気信号に変換し、脳でそれを認識する。いわゆる五感の1つ。なお嗅覚は、日本語では時に「臭覚（しゅうかく）」と言われることもある。一応「臭覚」も言葉としては存在し、同じ意味ではあるが、嗅覚が正しいとされている。嗅覚は、特定の化学物質の分子を受容体で受け取ることで生ずる感覚の1つであり、五感の1つに数えられている
。ところで、化学物質の受容による感覚としては、もう1つ味覚がある。両者の違いは、味覚が特定の対象に接触し、その接触面で受容が行われるのに対し、嗅覚はその動物の周辺に散らばっているものを受け取る点である。したがって、遠くにある対象からも匂いを受け取れるし、対象を遠くから知るためにも使われる。また、特定の対象のそれを知るために、わざと対象に近づき、さらにそれに受容器を近づけるということが行われることもある。哺乳類においてその受容器は鼻であるから、この対象の匂いを詳しく調べるための行動は、対象に近づいてゆき、さらにその対象に鼻を近づけて短く立て続けに鼻孔から空気を吸い込むという行為になる。この行為を特に嗅ぐ（かぐ）と言うこともある。
このように嗅覚は遠隔的に受け取る感覚なので、例えば、食品が腐敗していないか、つまり、目の前にあるものが食用になるかどうかを、口に入れる前に確認するといった安全確認にも利用される。また、土に埋もれて見えないものを探したり、遠くの様子を知ろうとしたり、気象のようにとらえどころのないものを知ろうとするのにも使われる。転じて、物事の雰囲気やそこに何らかの予感がすることを「匂いがする」とか「臭う」など、嗅覚に関わる言葉で表すこともよくある。
他に、嗅覚は周囲に放出されている物質を感じ取る感覚であることを利用してある種の警報に使われる。例えば、LPガスや都市ガスは無色無味無臭でヒトは感知できないが、（燃料としては不要である）硫黄化合物（テトラヒドロチオフェンやジメチルスルフィド）を加えておくことにより、ガス漏れに気が付けるようにするといったものである。
遺伝的に普通の人とは異なってある種の物質の匂いを感じられないヒトがいる。たとえば青酸ガスの匂いを感じないなどである。そのような個体はその物質に対して嗅盲であるという。職場で危険な物質が使用されていて、もしもそれが事故などで漏洩した場合にその物質に対して臭盲であると、匂いを感じずに危険なので、適性検査の一種としてそのような物質に対する臭覚の検査を行なうことがある。

## 機構
嗅覚の機構については嗅覚受容体の正体が明らかになる以前から4つの説が提唱されていた。
振動説分子から放出された電磁波あるいは分子の機械的振動で受容体を活性化する。
化学説分子が受容体と化学反応することで受容体を活性化する。
酵素説分子が補酵素として働き受容体酵素を活性化する。
立体説分子が受容体のポケットにきれいにはまると受容体を活性化する。
1980年代以降、分子生物学的な手法の導入により嗅覚受容体の正体が明らかとなっていった。2004年のノーベル生理学・医学賞はリチャード・アクセルとリンダ・バックの嗅覚受容体の研究に対して与えられた。

ヒトの嗅覚系
1. 嗅球
2. 僧帽細胞
3. 骨（篩骨の篩板）
4. 鼻粘膜上皮
5. 嗅糸球
6. 嗅覚受容細胞

空気中の化学物質は鼻腔の天蓋、鼻中隔と上鼻甲介の間にある粘膜（嗅上皮）の嗅細胞によって感知される。この嗅細胞の細胞膜上には嗅覚受容体であるGタンパク共役受容体 (GPCR) が存在し、これに分子が結合して感知される。受容体を活性化する分子が結合すると、嗅細胞のイオンチャネルが開き、脱分極して電気信号が発生する。この電気信号は嗅神経を伝わり、まず一次中枢である嗅球へと伝わる。さらにここから前梨状皮質、扁桃体、視床下部、大脳皮質嗅覚野（眼窩前頭皮質）などに伝わり、色々な情報処理をされて臭いとして認識される。
ヒトでは396種類（正常に機能しないタンパク質をコードする偽遺伝子を含めると821）、マウスでは1,130種類の嗅覚受容体が発見されている。それぞれの嗅細胞にはただ一種類のGタンパク共役受容体が発現している。そして同じ種類の受容体を持つ嗅細胞からの嗅神経は嗅球内の同一の糸球体へと投射されている。嗅細胞の寿命は約20日から約30日である。嗅細胞が次々に補充されていることから、嗅細胞を適切な糸球体と結合させる何らかの機構があると考えられている。
それぞれの嗅覚受容体は特定の一種類の物質のみが結合するわけではなく、いくつかの類似した分子が結合できる。また、複数の匂い分子の混合物から構成されるひとつの物質は数種 - 数十種の受容体と結合する。それゆえ、臭いの種類の認識は活性化された受容体の種類のパターンを脳が識別し、匂いを感じている現在の状況や期待をもとに、過去に学習された記憶と照合することでなされているものと考えられている。
特定の臭いへの感覚は個々人によって異なるが、この差は場合によっては遺伝子配列にまでさかのぼる。例えば、アンドロステノンは人によって不快であったり、ほとんど感じなかったりすることが知られているが、この感覚の違いは OR7D4 と呼ばれる嗅覚受容体遺伝子の配列と相関していることが報告されている。
水生生物では同様に水中の化学物質を認識する機構が存在する。

## 嗅覚疲労
嗅覚疲労とは、嗅覚の感度が一時的に低下することである。嗅覚器は他の感覚器官に比べて著しく疲労しやすい。ある一種類の臭いを嗅ぎ続けると数分のうちに臭いに対する感度が著しく低下する。しかし、その状態でも別の種類の臭いへの感度は低下しないのが特徴である。

## フェロモンの受容機構
両生類、爬虫類、哺乳類においては嗅上皮と異なる嗅覚に関する感覚器が知られている。これは鋤鼻器(VNO)あるいはヤコプソン器官といい、哺乳類では鼻腔の入り口近く、鼻中隔の下部に、トカゲやヘビでは口腔内に開口している管状の器官である。爬虫類の例えばヘビ等では嗅上皮よりも鋤鼻器が嗅覚の主体であり、ヘビやオオトカゲが頻繁に舌を出入りさせるのは、舌に空気中から吸着した臭い物質の分子を鋤鼻器に運び、外界の様子や獲物を探っているためである。
しかし、ヘビやトカゲ以外の両生類、爬虫類、哺乳類ではフェロモンの受容が鋤鼻器の主たる機能である。鋤鼻器にもGタンパク共役受容体が発現しており、これがフェロモンの受容体となっている。フェロモンを受容した信号は嗅球のすぐ上にある一次中枢の副嗅球を通じて脳の扁桃体や視床下部に送られてホルモンなどの分泌に影響を与えると考えられている。
ヒトにも鋤鼻器が存在していることが知られているが、胎児期にそこに接続する神経系の大部分が退化してしまい一次中枢の副嗅球も存在しない。そのためヒトではこの受容機構が機能している可能性は低いと考えられていた。近年のフェロモン研究では、鋤鼻神経系はふつうの匂いを感じる嗅覚神経とは独立した副嗅覚系(Accessory Olfactory System)と呼ばれている。鋤鼻神経系で感知したフェロモンの信号は視床下部に直接つながっており、大脳新皮質には届かないため、何かの匂いを感じたという意識を生じる事が無いまま直接ホルモンなどに影響を与えると考えられている。
また、ヤギやヒトにおいて通常の嗅覚系でフェロモン受容体の遺伝子が発現していることが報告されている。現在までのところその受容体が正常に働いているかどうかは不明であるが、鋤鼻器だけでなく、通常の嗅覚系でもフェロモンを受容できる可能性があることが示唆されている。なお、フェロモンはタンパク質が揮発せず、上記のように匂いとして認識できないことから、フェロモンが匂いと呼べるかどうかという議論がある。

## 香りと記憶
嗅覚は視覚や聴覚に比べると、記憶を呼び起こす作用が強いとデブラ ゼルナー（Debra A zellner）らによって報告されている。また、イメージや色など記憶と調和する香りを知覚することによってその香りは強く作用することがしられている。

## 嗅覚の病気・異常
- 無嗅覚症（嗅盲）、嗅覚障害 - 神経変性疾患では早期に嗅覚障害が現れる。
- 嗅覚過敏、刺激性異嗅症、幻臭(ファントスミア、 自発性異嗅症)、Heterosmia（臭いの区別がつかない症状）、自臭症、匂い恐怖症（英語版）

## 人工嗅覚
人工嗅覚または電子鼻と呼ばれる嗅覚の計測装置の開発が進められる。

## 測定・単位
オルファクティー オランダの生理学者ツワーデマーカーの考案による嗅覚計で測定した、正常人の嗅覚度の単位。現在では別の測定法が主流。
人間が検知できるレベルのにおいを嗅覚閾値と呼ぶが、個人差がある。多数の被験者を使って、それぞれの物質の閾値の測定が行われるが、共存物質の影響・被験者や試験方法などの理由で変化するため訓練された被験者や標準化された方法の測定が行われる。
悪臭防止法を対処するため、臭気指数や臭気濃度が使用される。昭和46年に機器測定法によって測定を行っていたが人間の感覚と差異が指摘され、平成7年の改正の際に人間の嗅覚を用いる『嗅覚測定法』が追加され、三点比較式臭袋法などが行われる。
魚類や昆虫などの嗅覚測定は、パッチクランプ法という匂いを検知したことを細胞に付けた電極から読み取る方法やカルシウムイメージングなどで測定する。
- オルファクトメーター（英語版） - 測定結果は5種の臭気（フェネチルアルコール、シクロテン、3-メチルブタン酸、γ-ウンデカラクトン、スカトール）ごとにオルファクトグラムに記載される。嗅電図 (Electro-olfactogram）
- ポケット嗅覚識別テスト（英語版）(UPSIT)
- 電気嗅覚検査（英語版）
- 静脈性嗅覚検査（アリナミンテスト）

また、他の動物と比較する場合は、嗅細胞数と種類、嗅粘膜の表面積、嗅球の大きさ、嗅房・前嗅核の大きさなどから比較されることがある。

## 人以外の嗅覚
人以外の嗅覚について:サメの嗅覚、イヌの嗅覚、昆虫の嗅覚にまとめられている。
動植物間でやり取りされる化学物質をアレロケミカルと呼び、このアレロケミカルは嗅覚によって知覚される。
人間の立体視のような、嗅覚による方向感覚、立体的な知覚をRäumliches Riechenとよび、モグラやシュモクザメなどに見られる。
植物
植物にも匂いでコミュニケーションが行われていることが確認されており、気孔から他の植物にダメージがあったという匂い（Z）-3-ヘキセナールと（E）-2-ヘキセナールを吸い込み受容することが確認されている。
魚類
魚の感覚器
魚類においては、アミノ酸やステロイドなどの非揮発性物質を高感度で受容する嗅覚系が発達している。
代表的な例では、サケの母川回帰で河川水中のアミノ酸組成を嗅ぎ分けて戻ってくることが判明しており、他にも濁って視界の効かない環境で餌が出すポリアミン核酸やアミノ酸から場所を割り出していることも報告されている。他にも、メスの金魚は性成熟するとフェロモンを出してオスの嗅覚を刺激して精巣量を増加・繁殖行動を誘因する。
モデル生物のゼブラフィッシュは、傷ついた仲間の皮膚から出る硫酸化ダニオール、オスタリオプテリンに反応して逃避行動を起こすが、他の魚から出る皮膚抽出物に対しては鈍い逃避行動を起こす。
- 魚における嗅覚毒性（英語版） - 魚の嗅覚を麻痺させる毒性物質について。高度嗅覚性の魚などは嗅覚に頼る生活を行っており、誘因や逃避などの嗅覚行動が見られるが、これらが麻痺する。

鳥類
鳥類は、派手な見た目・大きな目で視覚に頼った行動、鳴き声によるコミュニケーション・フクロウなどの夜間に聴覚に頼った行動などが見られ、嗅覚に頼った行動が見られなかったことから、1980年代まで、鳥類は匂いに鈍感であると考えられていた。
しかし、研究が進むにつれて、一部のミズナギドリ類、ハゲワシ類、キーウィなどで嗅覚に頼るような行動が見られる例外に始まり、さらに鳥類全般で機能的な嗅覚系があることが解剖学、電気生理学、行動学的研究から認められた。
哺乳類
猫や犬や馬などは、社会的相互作用の最中や、社会的な行動を誘発する信号が周囲にある場合は、鋤鼻器を活性化させるフレーメン反応を起こす。
ネズミの鼻先、鼻腔のすぐ上には、300‐500の神経細胞が集まったグルーエネベルグ神経節があり、危険な匂いに敏感となっている。また、septal organ (SO、鼻中隔器) もしくはMasera's organ (MO、マセラ器)も嗅覚において役割があるとされる。
- トリメチルチアゾリン（英語版） - 狐の糞などに含まれ、この匂いを嗅ぐとマウスに防衛行動や恐怖にかられた行動を起こさせる分子。

## 嗅覚をメインテーマとする作品の例
- 『香水 ある人殺しの物語』（パトリック・ジュースキント）のち映画化『パフューム ある人殺しの物語』
- 『女囮捜査官4 嗅覚』（山田正紀）
- 『スニッファー ウクライナの私立探偵』
- 『あせとせっけん』